# Nyssodrysternum variabile
Nyssodrysternum variabile är en skalbaggsart som beskrevs av Monné 1985. Nyssodrysternum variabile ingår i släktet Nyssodrysternum och familjen långhorningar. Inga underarter finns listade i Catalogue of Life.